# Paracornicularia bicapillata
Genre
Espèce
Paracornicularia bicapillata, unique représentant du genre Paracornicularia, est une espèce d'araignées aranéomorphes de la famille des Linyphiidae.

## Distribution
Cette espèce est endémique des États-Unis. Elle se rencontre au Mississippi et au Missouri.

## Publication originale
- Crosby & Bishop, 1931 : Studies in American spiders: genera Cornicularia, Paracornicularia, Tigellinus, Walckenaera, Epiceraticelus and Pelecopsis with descriptions of new genera and species. Journal of the New York Entomological Society, vol. 39, p. 359-403.